# Qaramanli
Qaramanli (türkisch  Karamanlı) war eine Dynastie von Paschas, die von 1711 bis 1835 in Tripolis regierte. Der Name leitete sich aus dem Herkunftsort der patrilinearen Vorfahren ab, die aus der Provinz Karaman stammen.

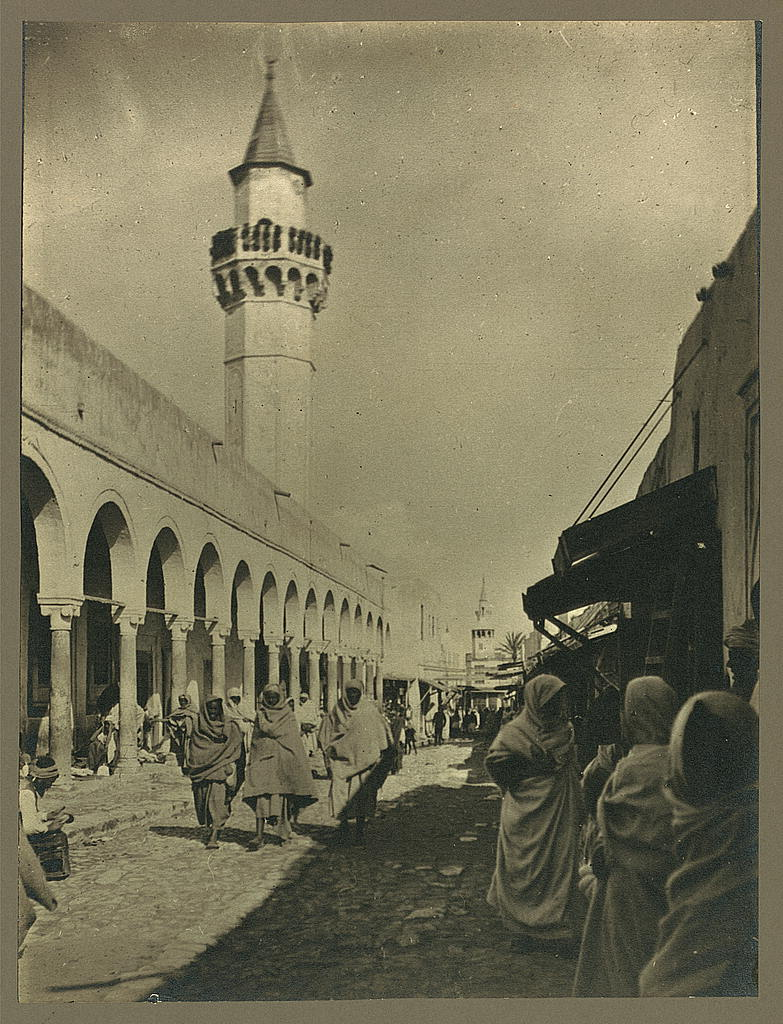
Die vom Dynastiegründer errichtete Ahmad-Qaramanli-Moschee in Tripolis (zweite Hälfte des 19. Jahrhunderts)

Mit dem Niedergang der osmanischen Kontrolle über die arabischen Gebiete ihres Reiches gewannen auch in Libyen die Janitscharen und Korsaren an Einfluss. 1711 ergriff Ahmad Karamanli, ein Kuloghli und Kavallerieoffizier, in Tripolis die Herrschaft (1711–1745). Auch wenn die osmanische Oberhoheit formal weiterhin anerkannt wurde, konnte er fast unabhängig regieren und die Dynastie der Karamanli begründen. 1722 nahm er den Titel eines Paschas an. Er konnte seinen Einfluss auch auf die Kyrenaika und den Fessan ausdehnen. Wirtschaftlich beruhte seine Herrschaft vor allem auf der Kaper der Korsaren und dem Transsaharahandel mit Bornu im Tschadgebiet. Mit den umfangreichen Einnahmen wurde die Ahmad-Pascha-Karamanli-Moschee in Tripolis errichtet, doch führte die ausufernde Piraterie auch zu einem Angriff französischer Kriegsschiffe, bei dem die Stadt 1728 zerstört wurde.
Sein Sohn Ali Karamanli (1754–1793) konnte die Herrschaft der Dynastie weiter konsolidieren und den Transsaharahandel weiter beleben. Statt der Piraterie gewannen zunehmend die Prisengelder an Bedeutung, mit der sich europäische Handelsschiffe von Angriffen durch die Korsaren freikaufen konnten. Dennoch führte die fortbestehende Piraterie unter Yusuf Karamanli (1795–1832) zum Krieg mit den USA. Auch wenn deren Flotte die Piraterie nicht endgültig unterbinden konnte, war die Herrschaft der Qaramanli doch erheblich geschwächt.
Als auch noch Machtkämpfe innerhalb der Dynastie ausbrachen, dankte Yusuf Karamanli 1832 zu Gunsten seines Sohnes Ali Karamanli (1832–1835) ab. Dieser konnte die Herrschaft der Dynastie aber nicht mehr festigen, da 1835 eine osmanische Flotte in Tripolis landete und die Provinz wieder unter direkte osmanische Verwaltung stellte. Ein Teil der Familie der Karamanli wurde nach Istanbul deportiert.